# Elsterwerda-Grödel-Floßkanal
Der Elsterwerda-Grödel-Floßkanal ist eine im 18. Jahrhundert angelegte Wasserstraße, die die Pulsnitz in Elsterwerda mit der Elbe bei Grödel verbindet.
Ursprünglicher Zweck des in der Gegenwart vor allem zu Naherholungszwecken genutzten Kanals war es, den hohen Bedarf an Holz im Raum Dresden/Meißen aus den Wäldern in der Umgebung des damals noch zum Kurfürstentum Sachsen gehörenden Elsterwerda (heute brandenburgisch) zu decken. Sein Bau erfolgte auf persönliche Anordnung des sächsischen Kurfürsten. Später diente er bis zur Einstellung der Schifffahrt im Jahre 1942 in erster Linie als Transportweg für das Gröditzer Eisenwerk. Zum Transport wurden von Bomätschern gezogene Kähne eingesetzt. Ab den 1960er Jahren bis zur Wende wurde er als Bewässerungskanal genutzt.

## Geografische Lage, Naturraum, Flora und Fauna

Der historische Verlauf des Kanals mit seinen Schleusen

Der Elsterwerda-Grödel-Floßkanal befindet sich im östlichen Elbe-Elster-Gebiet. Beginnend an einem unmittelbar bei der Elbe gelegenen künstlich angelegten Bassin im sächsischen Grödel, verläuft der Kanal in nordöstliche Richtung durch die westliche Großenhainer Pflege bis in den Schraden zum Holzhof im brandenburgischen Elsterwerda.
Zwischen Pulsen und Gröditz kreuzt der Kanal die drei Mündungsarme der Großen Röder, von denen er gespeist wird. Im Bereich der Stadt Gröditz wurde der Kanal inzwischen auf etwa einem Kilometer Länge verfüllt, wodurch er sich heute in zwei Teilstücke gliedert. Während das südliche Teilstück in Gröditz über eine Rohrleitung in die Große Röder mündet, wird der nördliche Teil über eine weitere Rohrleitung aus der Großen Röder mit Wasser versorgt. In Elsterwerda gibt es eine Verbindung in die Pulsnitz, kurz bevor diese wenig später in die Schwarze Elster fließt.
Seine Breite liegt durchschnittlich bei etwa 7 bis 9 Metern. Die Länge beträgt 21,4 Kilometer, wovon 15,45 Kilometer auf sächsischen Territorium liegen. Auf der gesamten Strecke wurden sechs verbreiterte Ausweichstellen angelegt, an denen sich Lastkähne begegnen konnten. Er berührt in seinem Verlauf die Orte Glaubitz, Radewitz, Marksiedlitz, Streumen, Wülknitz, Koselitz, Tiefenau, Pulsen, Gröditz, Prösen und schließlich Elsterwerda. Dabei unterquert er unter anderem die Bahnstrecke Riesa–Dresden und die Bundesstraße 98 in Glaubitz, die Bundesstraße 169 in Prösen sowie in Elsterwerda die Bahnstrecke Berlin–Dresden.
In Elsterwerda befindet sich ein kleiner Abschnitt des Floßkanals im Gebiet des 484 Quadratkilometer umfassenden Naturparks Niederlausitzer Heidelandschaft, dessen Kernstück, das Naturschutzgebiet Forsthaus Prösa, einen der größten zusammenhängenden Traubeneichenwälder Mitteleuropas beherbergt. Der Kanal selbst besitzt einen reichen Fischbestand. Außerdem gibt es am Kanal Vorkommen des vom Aussterben bedrohten Elbebibers, einer seltenen Unterart des Europäischen Bibers. Des Weiteren bildet er Lebensraum und Brutgebiet verschiedener Wasservögel.
An Flora sind im Wasser zahlreiche Schwimm- und Tauchpflanzen, wie unter anderem Hornblatt, Tausendblatt, Wasser- und Teichlinsen, Teichrosen und Laichkräuter zu finden. In den Uferzonen konnten bisher neben dem stellenweise sehr reichlich vorhandenen Schilf auch Busch-Nelken, Alpen-Vermeinkraut und Lungenenzian nachgewiesen werden.

## Name
Der Name des im Volksmund der Anliegergemeinden umgangssprachlich meist einfach nur Kanal genannten Gewässers war in der Vergangenheit und ist in der Gegenwart sehr variantenreich. In historischen Kartenwerken, Schriften und Dokumenten gibt es neben der Bezeichnung Elsterwerda-Grödel-Floßkanal eine ganze Reihe verschiedener Bezeichnungen für das Bauwerk.
Während der 1997 erschienene Jubiläumsband der Heimatvereine Elsterwerda und Gröditz unter dem Namen 250 Jahre Floßkanal Grödel-Elsterwerda herausgegeben wurde, nannte man das Gewässer 1912 in Aus der Heimat, der von der Ortsgruppe Großenhain des Vereins für Sächsische Volkskunde herausgegebenen Monatsbeilage zum Großenhainer Tageblatt, wiederum Floßkanal Elsterwerda – Grödel. In der im Jahre 1907 bei Perthes in Gotha erschienenen Karte des Deutschen Reiches und im Wiener Friedensvertrag von 1815 (Artikel 17) wird der Kanal als Elsterwerdaer-Floßgraben bezeichnet. Alfred Hettners Geographische Zeitschrift aus dem Jahre 1898 nennt ihn Grödel-Elsterwerdaer Floßkanal. Unter diesem Namen wird er auch im 2001 erschienenen Band 63 Der Schraden der Publikationsreihe Werte der deutschen Heimat beschrieben. Die Flussmeisterei Riesa nennt den Kanal noch in der Gegenwart so. Meyers Konversations-Lexikon von 1885 und die 1902 erschienenen Petermanns Geographische Mitteilungen beschrieben ihn mit Grödel-Elsterwerdaer Kanal.
Weitere gebräuchliche Varianten waren und sind unter anderem Floßkanal Grödel-Elsterwerda, Elsterwerda-Grödeler Floßkanal, Elbe-Elster-Floßkanal, Elster-Elbe-Canal, Elbe-Elster-Kanal und auch Floßkanal.

## Historische Entwicklung und Nutzung des Floßkanals

### Eine Residenzstadt braucht Holz

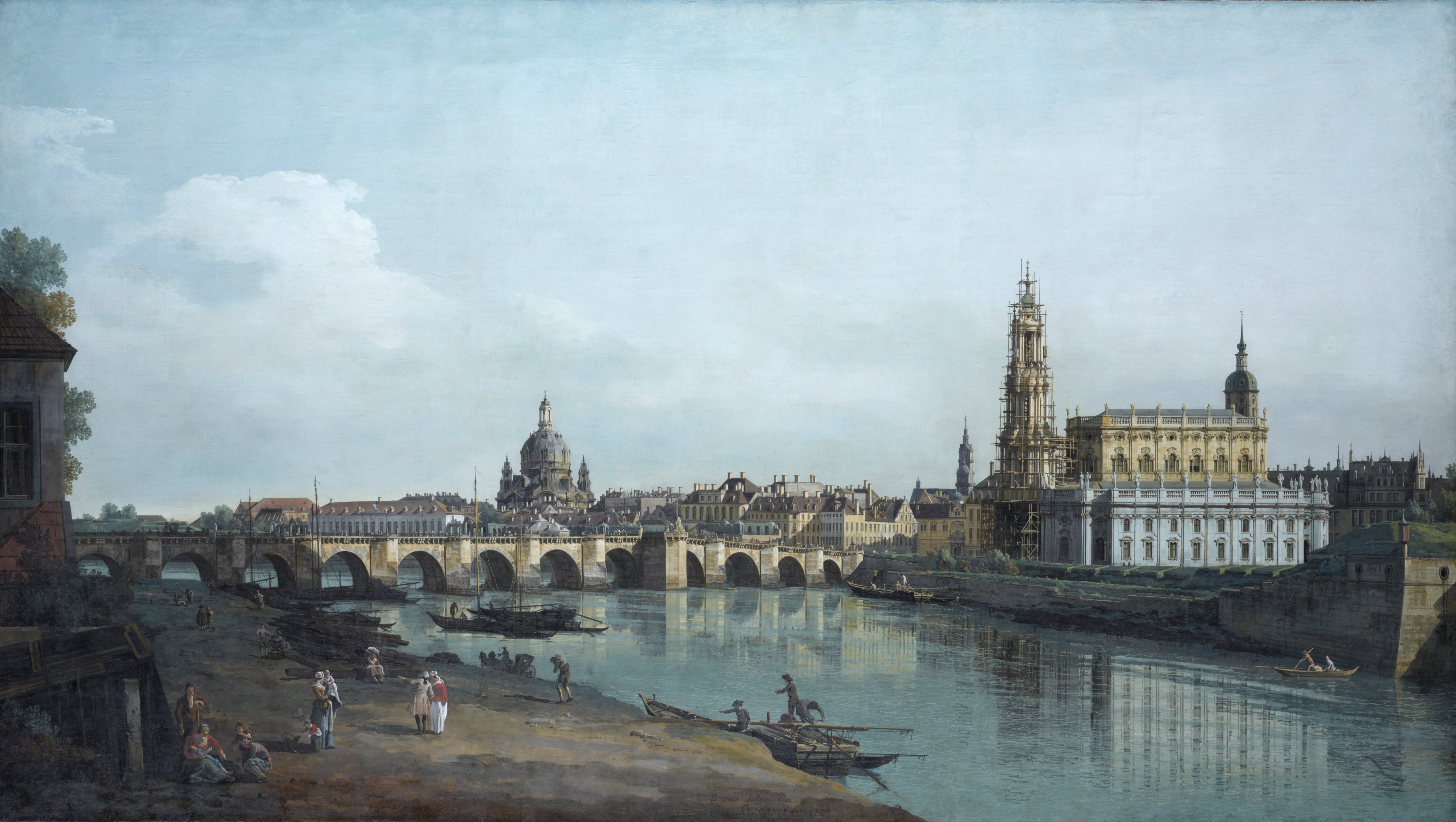
Dresden um 1748

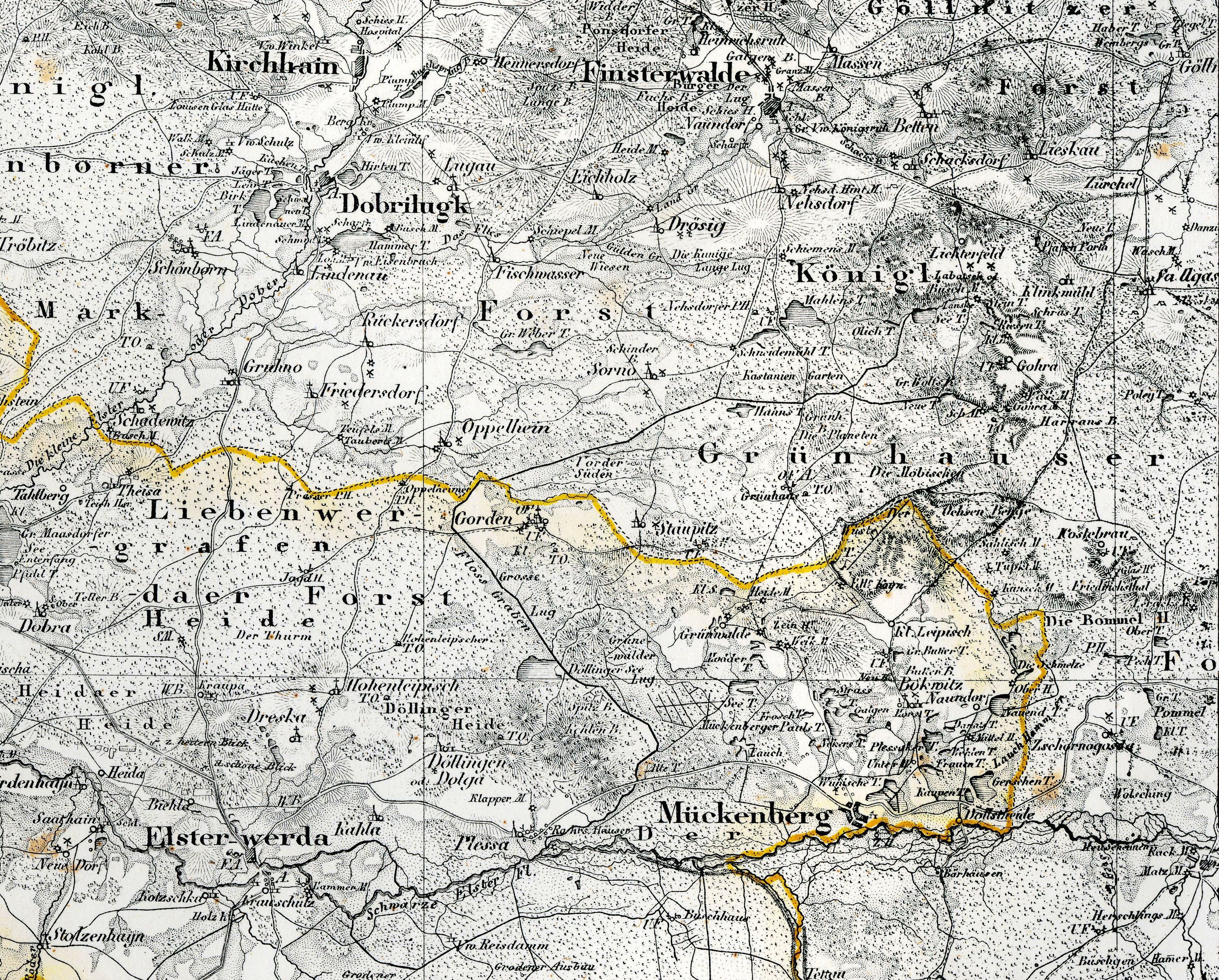
Die Wälder um Elsterwerda auf einer aus dem 19. Jahrhundert stammenden Karte

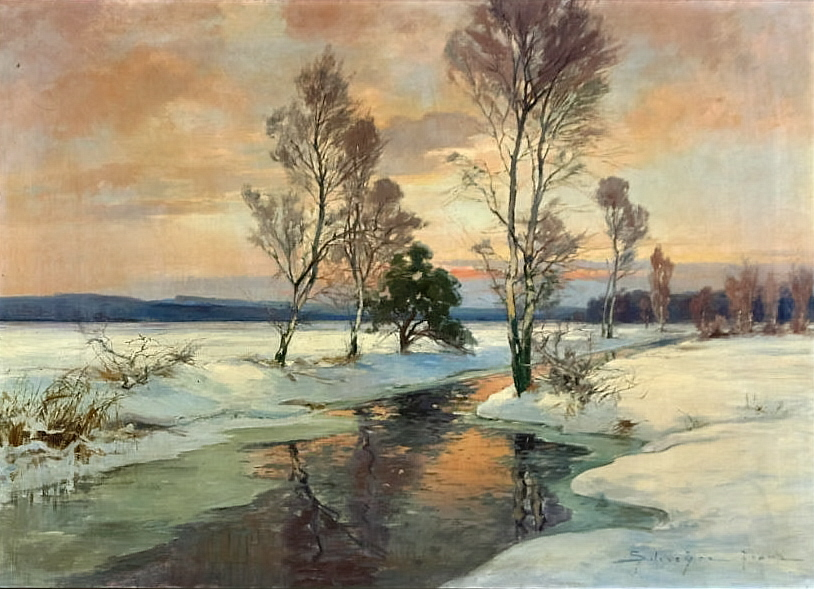
Der Hauptfloßgraben in einem Gemälde von Franz Schreyer (1858–1938)

Unter dem sächsischen Kurfürsten Friedrich August I., auch August der Starke genannt, war im Raum Dresden/Meißen eine rege Bautätigkeit in Gang gekommen. August ließ seine Residenzstadt an der Elbe zu einer der prächtigsten Europas ausbauen. Neben der Dresdner Neustadt entstanden zahlreiche weitere Bauten und in Meißen die Porzellanmanufaktur. Des Weiteren verzeichnete die Stadt Dresden ein starkes Bevölkerungswachstum. Allein in den Jahren von 1648 bis 1699 stieg die Einwohnerzahl von 16.000 um ein Drittel auf 21.298. Bis zum Jahr 1755 sollte sie sich auf dann 63.209 Einwohnern noch einmal verdreifachen. Es gab deshalb einen stetig steigenden Bedarf an Holz. Da das Erzgebirge bereits weitgehend ausgebeutet und das böhmische Holz teuer war, besann man sich auf die riesigen Waldgebiete im Norden des Kurfürstentums. Hier lagen der südlich von Finsterwalde gelegene Grünhauser Forst, die Liebenwerdaer Heide, die Plessaer Heide und der Schradenwald. Diese befanden sich zwar zu einem Großteil in staatlichem Besitz, wurden bisher aber hauptsächlich zur Jagd genutzt und waren zu diesem Zeitpunkt deshalb weitgehend unberührt.
Durch dieses Gebiet flossen als größte Gewässer die Schwarze Elster und die Pulsnitz. Zwar war die Pulsnitz durch die Anlage des neuen Pulsnitzgrabens schon seit dem 16. Jahrhundert im unteren Verlauf zu Meliorationszwecken weitgehend begradigt worden, die Schwarze Elster aber floss in zahlreichen kleinen kurvenreichen Nebenarmen durch die Niederung. Ein geregelter Flößereibetrieb war hier deshalb erst unterhalb der Stadt Liebenwerda möglich, was es wiederum notwendig machte, das Holz mit insgesamt hohem Aufwand erst bis zur Elstermündung bei Jessen zu flößen und anschließend wieder die Elbe stromaufwärts zu transportieren.
Am besten geeignet, den begehrten Rohstoff auf kürzestem Weg in die Residenzstadt zu bringen, schien eine noch anzulegende Verbindung zwischen der Schwarzen Elster und der Elbe. Erste Planungen für das Projekt, die beiden Flüsse zu verbinden, wurden auf den persönlichen Befehl des Kurfürsten hin bereits im Jahre 1702 unternommen. Jedoch sollten die Vorplanungen und Untersuchungen noch mehrere Jahrzehnte in Anspruch nehmen.
Nach ersten Bauprüfungen eines Floßgrabens wurde einige Zeit später der sogenannte Hauptfloßgraben mit einer Länge von 26 Kilometern realisiert. Der Hauptfloßgraben wurde von drei Zuflüssen gespeist. Sie begannen in den südlich von Finsterwalde gelegenen Wäldern, beim inzwischen devastierten Ort Gohra, südlich von Lichterfeld und am Mahlenzteich bei Nehesdorf. Die Zuflüsse vereinigten sich anschließend bei Sorno. Von hier aus verlief der Hauptfloßgraben über Oppelhain quer durch die östliche Liebenwerdaer und die Plessaer Heide bis an die Schwarze Elster bei Plessa und weiter bis Elsterwerda. Dieses Bauvorhaben verlief relativ unkompliziert, denn die Baumeister hatten in der Vergangenheit schon bei ähnlichen Projekten in Sachsen Erfahrungen gesammelt. Der Floßgraben wurde schließlich bereits 1743 fertig gestellt und im darauf folgenden Jahr in Betrieb genommen.
Heikler wurde das Projekt im Abschnitt zwischen der Schwarzen Elster und Elbe. Der Wasserspiegel am geplanten Ausmündungsbereich in der Elbe lag höher als in Elsterwerda. In einfachen Floßgräben wurde das Holz aber in der Fließrichtung des Gewässers bewegt beziehungsweise getriftet. Deshalb musste stattdessen ein Kanal angelegt werden, der die Höhenunterschiede mittels Schleusen überwand. Erste Entwürfe dafür legte Ingenieur Johannes Müller, der mit den Voruntersuchungen beauftragt war, im Jahre 1727 vor. Wegen der zahlreichen Untersuchungen, Berechnungen und Prüfungen verschob sich der Baubeginn letztlich wieder um über ein Jahrzehnt, weil der Bau rentabel werden sollte. Außerdem gab es heftige Diskussionen über die Streckenführung; eine Linie von Prieschka nach Stehla war ebenfalls erwogen worden, stieß aber auf heftige Gegenwehr seitens nicht näher genannter einflussreicher Persönlichkeiten, die diese Strecke unter anderem für zu kostspielig hielten. Auch wurde die Streckenführung zwischen Elsterwerda und Grödel mehrmals verändert. Der Bau des Kanals begann schließlich erst, nachdem August der Starke im Jahre 1733 verstorben war, im Jahre 1742 unter dem Kurfürsten Friedrich August II.
Mit der Durchführung des Baus wurde Müller selbst beauftragt, der zuvor schon mit dem Bau des Hauptfloßgrabens betraut worden war. Die Fertigstellung des Kanals war für das Jahr 1744 vorgesehen. Die Ausführung stieß allerdings auf zahlreiche Hindernisse. Die Aushubarbeiten waren sehr aufwendig, ausreichend zuverlässige Arbeitskräfte zu finden erwies sich als schwierig, die Anbindung zur Elbe und die Prösener Schleuse machten Probleme. Wegen des ungünstigen Baugrundes – die Konstrukteure hatten dort vor allem mit Schwemmsand zu kämpfen – musste diese Schleuse mehrfach erneuert werden und erst im Jahre 1767 funktionierte sie zufriedenstellend. Auf die direkte Anbindung an die Elbe verzichtete man letztlich.
Nach sechs Jahren Bauzeit und nachdem er kurz zuvor geflutet worden war, passierten schließlich am 2. Dezember 1748 die zwei ersten von Bomätschern gezogenen Kähne in einer Probefahrt den fertiggestellten Kanal. Sie fand im Beisein einer staatlichen Kanalkommission und des inzwischen eingesetzten Floßmeisters Schubert statt und dauerte, mit einer Unterbrechung in Prösen, zwölf Stunden lang. Die Kosten für das Projekt beliefen sich auf insgesamt 65.437 Taler, merklich mehr als die ursprünglich für den Bau bewilligten 52.610 Taler. Hinzu kamen noch 5800 Taler für den Floßgraben.

### Teilung des Kanals

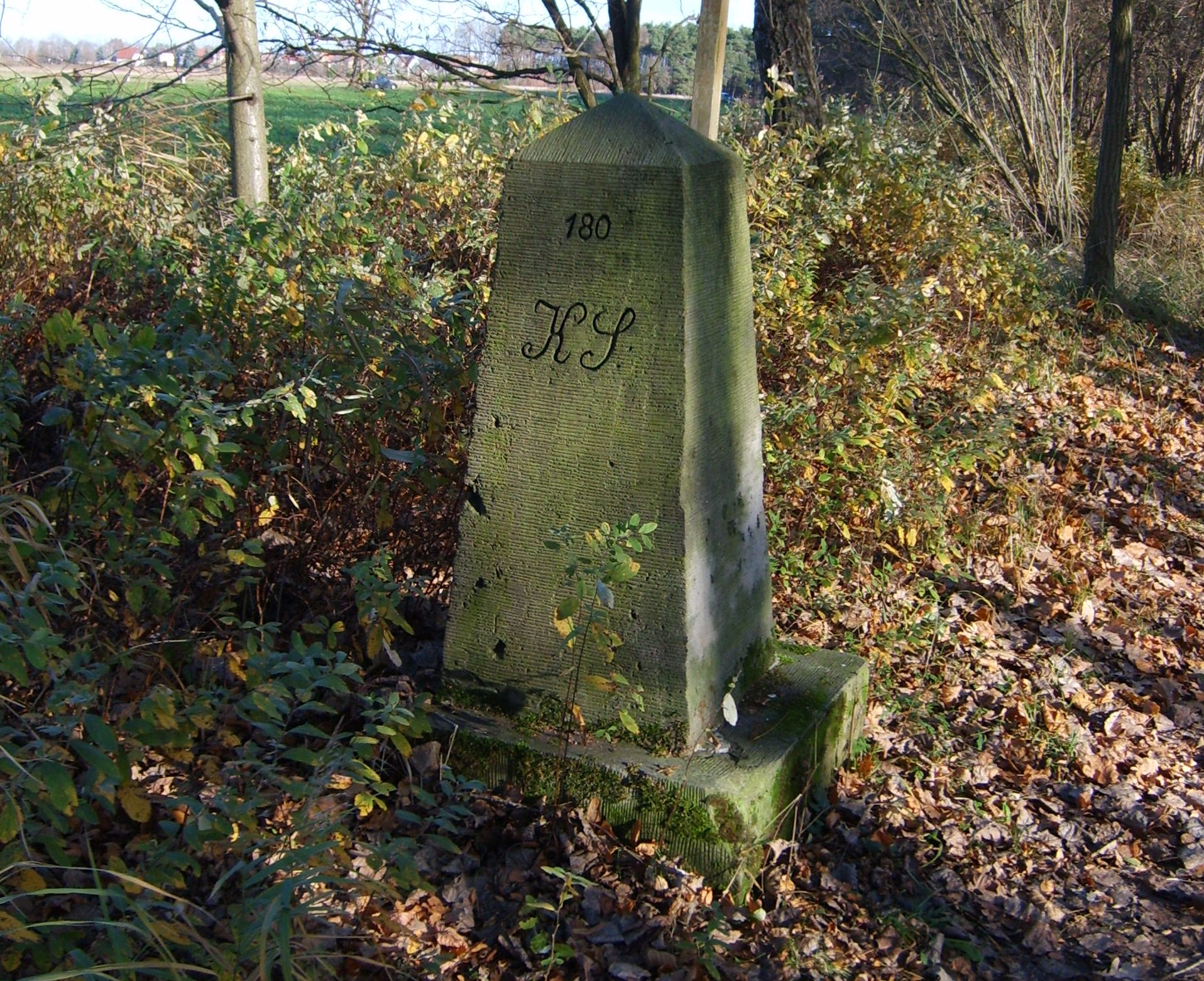
Am Kanal befindlicher sächsisch-preußischer Grenzstein

Die Probleme an der Prösener Schleuse hielten an und der Kanal musste deshalb mehrmals außer Betrieb genommen werden. Doch die Versorgung mit Holz im Absatzgebiet verbesserte sich nach der Errichtung, weil auch das böhmische Holz nun billiger wurde.
Eine ganz andere Bedeutung bekam der Kanal zwei Jahrzehnte nach seiner Eröffnung. Bereits 1725 war unter Wirkung der Freifrau Benedicta Margaretha von Löwendal im Mückenberger Herrschaftsbereich ein Eisenwerk entstanden, das sogenannte Lauchhammerwerk. Damit legte sie den Grundstein für einen der ersten Industriebetriebe in der Region, der diese in der Folgezeit ganz erheblich prägen sollte. Die 1776 ohne direkte Nachkommen verstorbene Adlige vererbte ihren Besitz an ihr Patenkind Detlev Carl von Einsiedel, dem die etwa 20 Kilometer westlich gelegene Herrschaft Saathain gehörte. Dieser erkannte das wirtschaftliche Potential des Floßkanals und eröffnete 1779 im zu Saathain gehörigen Dorf Gröditz an der Röder ein weiteres Hammerwerk. Das für dessen Betrieb notwendige Wasser lieferte reichlich die Gröditz passierende Große Röder und das Werk erhielt dann auch bald die Konzession, den Kanal für den Transport von Gütern mitzunutzen.
Anfang des 19. Jahrhunderts erfassten die Napoleonischen Kriege Europa. Das seit 1806 bestehende Königreich Sachsen hatte an der Seite des Verlierers Napoleon gestanden. Infolge des Wiener Kongresses kam es deshalb 1815 zur Teilung Sachsens, es musste große Teile seines Staatsgebietes abtreten. Die neue Grenze verlief in der Region entlang der Straße von Mühlberg nach Ortrand. Die an der Straße gelegenen Gemeinden fielen dabei an Preußen. Nördlich von Gröditz querte sie den Verlauf des Floßkanals und teilte ihn in einen preußischen Abschnitt im Norden und einen etwas größeren sächsischen Abschnitt im Süden. Das Eisenwerk in Gröditz war nun von seinem Stammwerk in Mückenberg durch eine Staatsgrenze getrennt und Sachsen hatte keinen Zugriff mehr auf die Wälder nördlich des Kanals. Der für das Land verhandelnde Staatssekretär Detlev von Einsiedel erreichte zwar, dass im Wiener Friedensvertrag die freie Schifffahrt und das Flößen auf dem Kanal schriftlich vereinbart wurde, aber vor allem im kleineren preußischen Abschnitt verlor der Transportweg daraufhin weitgehend seine Bedeutung für den Gütertransport. Und bei der Einrichtung der den Kanal kreuzenden Preußischen Staatschaussee Nr. 62, die als Poststraße von Berlin nach Dresden dienen sollte, wurde dieser am Holzhof in Elsterwerda kurzerhand zugeschüttet. Im Jahre 1833 wurden die Holztransporte dann ganz eingestellt.

### Erneuerung des Kanals und seiner Bauwerke

Das Gräflich Einsiedelsche Eisenwerk in Gröditz um 1830

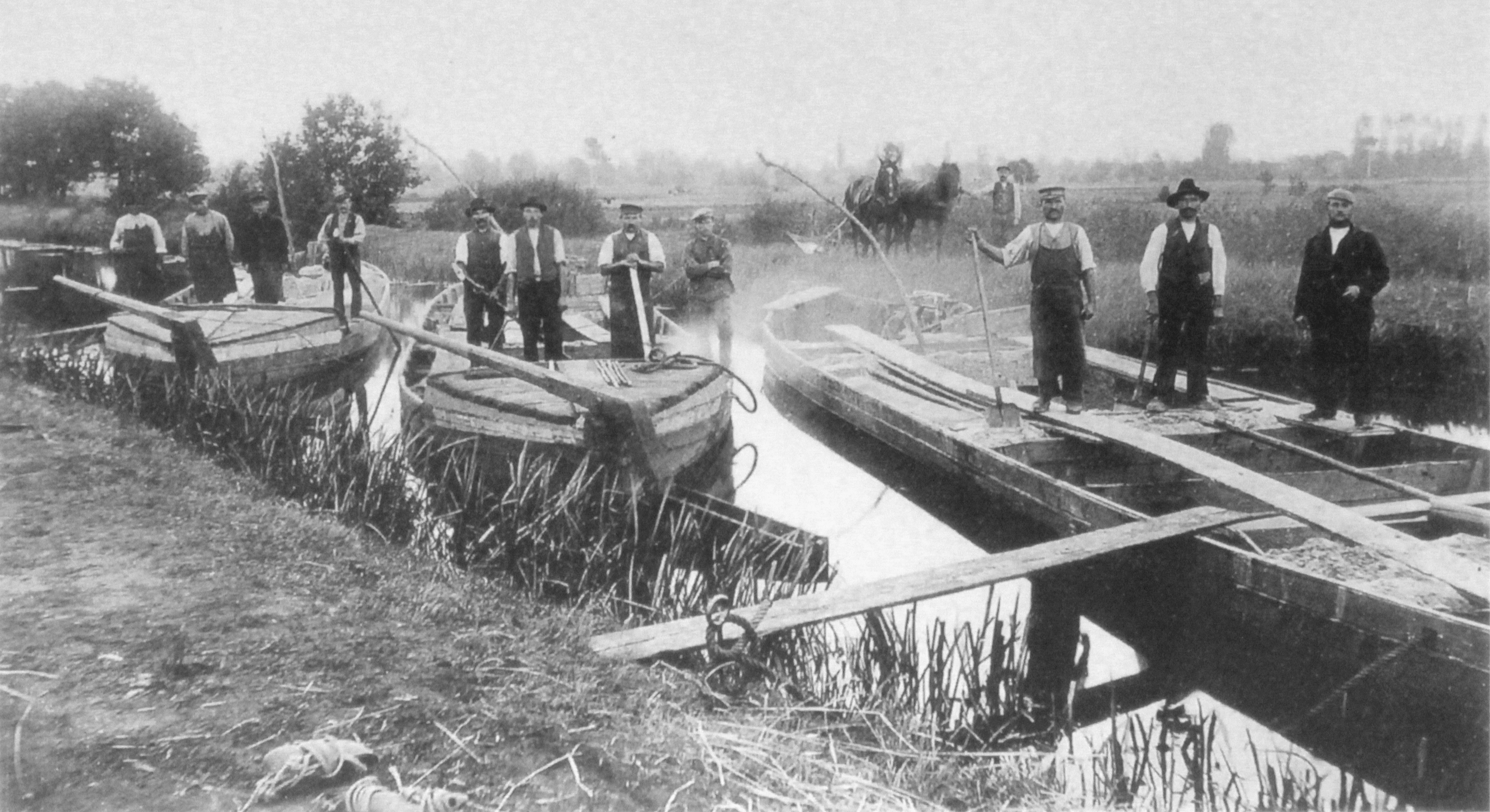
Lastkähne an der Lehmgrube bei Wülknitz um 1910

Bereits 1827 hatte der Graf von Einsiedel auf sächsischer Seite eine neue Konzession in Form eines Privilegs für die Nutzung des Kanals erwirken können. Als dieses Vorrecht reichlich dreißig Jahre später auslief, wurde der Kanal im Abschnitt Gröditz–Grödel 1861 für den allgemeinen Verkehr geöffnet. Inzwischen waren zahlreiche Reparatur- und Erneuerungsarbeiten notwendig geworden. Die politische Lage erlaubte es aber inzwischen, auch den nördlichen Abschnitt wieder in Betrieb zu nehmen, und so wurden von 1865 bis 1869 die Schleusen am Kanal erneuert beziehungsweise umgebaut, so dass er schließlich auf ganzer Länge wieder schiffbar wurde.
Nach dieser Wiederherstellung wurde der Kanal in Preußen ebenfalls für den allgemeinen Verkehr geöffnet. Am 8. April 1869 trat auf beiden Abschnitten eine neue Kanalordnung in Kraft. Zunächst brachte das auch den erwünschten Effekt und der auf dem Kanal erfolgende Gütertransport steigerte sich spürbar. Doch inzwischen hatte sich die Region stärker industrialisiert. Vor allem die zahlreichen neu entstehenden Braunkohlegruben brauchten schnelle und leistungsfähige Verkehrsverbindungen. Im Jahre 1875 wurden die Eisenbahnstrecken Berlin–Dresden und Elsterwerda–Riesa errichtet, die dem nachkamen. Während die Erstere den Kanal in Elsterwerda kreuzt, verläuft die Strecke in Richtung Riesa weitgehend parallel zum Kanal. Die Eisenbahn machte dem bisherigen Gütertransport auf dem Floßkanal erheblich Konkurrenz, und er büßte daraufhin bald deutlich an Bedeutung ein.
Als Hauptfunktion des Kanals verblieb letztlich die Bewirtschaftung des Gröditzer Stahlwerkes. Es wurde fast nur noch der sächsische Abschnitt befahren. Aus dem Stahlwerk kamen Bauschutt und Schlacke. Auf dem Rückweg erfolgten Sand- und Lehmtransporte. Diese Rohstoffe kamen meist aus zwischen Koselitz und Radewitz gelegenen Gruben, wofür eigens Feldbahnstrecken zum Kanal angelegt wurden, auf denen Kipploren verkehrten. Außerdem diente der Kanal noch als Sammelbassin für das im Werk benötigte Kühlwasser. Schon 1912 berichtete K. Mende in einem Aufsatz, der in der heimatkundlichen Beilage „Die Schwarze Elster“ zum „Liebenwerdaer Kreisblatt“ erschien: „Durch die Gröditzer Schleuse ist ein Querdamm gezogen, der das Röderwasser im elbwärtsgelegenen Kanalstück festhält.“ Während die Pulsener Schleuse zu diesem Zeitpunkt noch in Betrieb war, wurde der nördliche Abschnitt bereits kaum mehr genutzt. Zwischen Gröditz und Prösen war er fast ganz mit Schilf überwachsen.

### Die Vision eines Elbe-Oder-Kanals

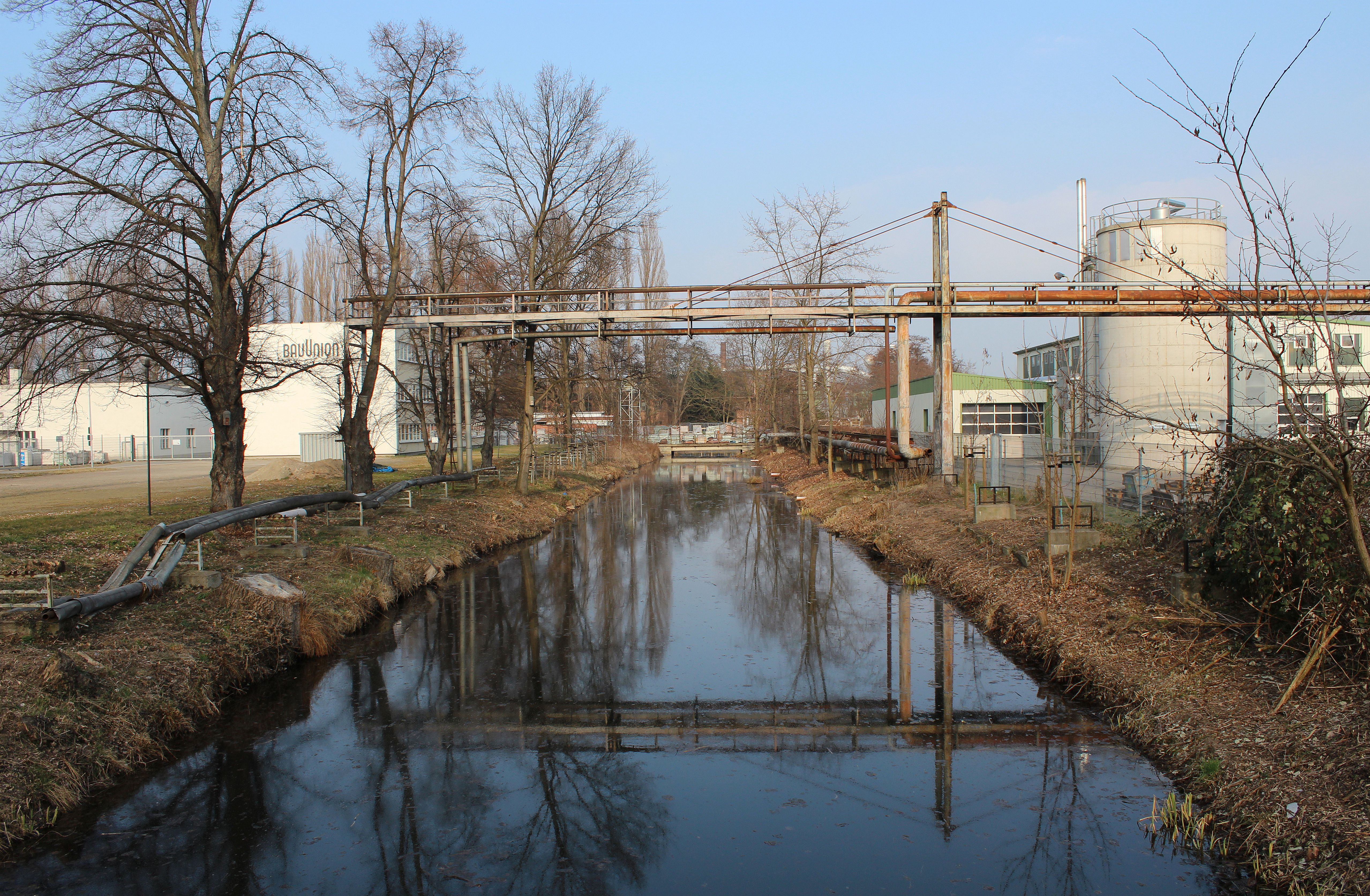
Der Kanal im Bereich des Gröditzer Stahlwerks

Trotz der Konkurrenz durch die Eisenbahn blieben Wasserstraßen als Transportwege auch weiterhin im Blickfeld. Schon kurz nach der Errichtung des Floßkanals wurden Pläne verfolgt, ihn bis zur Spree zu verlängern. Motiv dieser Gedankenspiele war wiederum die Holzbeschaffung. Die Behörden beauftragten deshalb 1754 abermals den bestens bewährten Johann Müller zu ersten Voruntersuchungen für das Vorhaben. Noch im selben Jahr reichte er seine ersten Pläne und Kartenskizzen für das Projekt ein. Allerdings lag den Plänen die Bemerkung „Ist ein weitausstehendes Projekt, das viel Gulden kosten wird.“ des Dresdner Oberfloßinspektors Fink bei, woraufhin sie nicht weiter verfolgt wurden.
Anfang des 20. Jahrhunderts griffen Fachleute die einstigen Ideen wieder auf. Es gab Pläne, einen Großschifffahrtskanal zu bauen, der die Elbe über die Schwarze Elster und die Spree mit der Oder verbinden sollte. Dieser war für Lastschiffe bis zu 1000 Tonnen, einer Länge von 80 Metern, einer Breite von 9,2 Metern und einem Tiefgang von 1,75 bis 2,00 Meter und darüber vorgesehen. In den in Erwägung gezogenen Varianten sollten auch Abschnitte des Elsterwerda-Grödel-Floßkanals und das Gebiet des Schradens mit einbezogen werden. Zwar wurde im Januar 1928 in Senftenberg, dessen Braunkohlenrevier vom Kanal mit am meisten profitiert hätte, ein Kanalbauamt eingerichtet, der Bau des Schifffahrtsweges kam aber letztlich nicht zustande und die Projekte kamen über das Planungsstadium bis zum Zweiten Weltkrieg nicht hinaus.

### Das Ende als Verkehrsweg und der wirtschaftlichen Nutzung

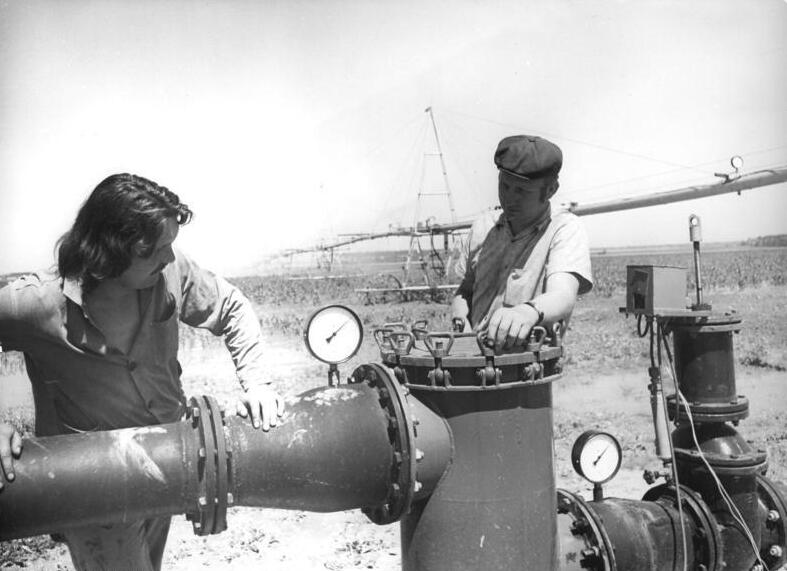
Kontrollarbeiten an einer Beregnungsanlage in Glaubitz 1976

Anfang der 1930er Jahre war das Stahlwerk so weit angewachsen, dass es notwendig wurde, seine Produktionsstätten über den Kanal hinweg zu erweitern. Deshalb wurde der ohnehin kaum genutzte Kanal im Werksbereich im Zeitraum 1934/35 kurzerhand verfüllt. In den Jahren 1940/41 erfolgte dies abermals. Und der letzte Lastkahn passierte den Kanal kurze Zeit später am 24. Juli 1942.
Damit endete die Nutzung als Verkehrsweg. Fortan führte er hauptsächlich den am Kanal gelegenen Industriebetrieben Wasser zu. Zwar gab es in den 1950er Jahren noch einmal sehr konkrete Pläne, einen Schifffahrtsweg unter Nutzung des Floßkanals bis zur Elbe zu errichten, die unter anderem auch vorsahen, am Gröditzer Stahlwerk einen Hafen anzulegen, jedoch wurde auch dieses Projekt zu den Akten gelegt.
Zur bisher letzten stärkeren Nutzung des Kanals kam es ab Ende der 1960er Jahre. Mit der Intensivierung der Landwirtschaft auf dem Gebiet der damaligen DDR diente der Kanal von der Elbe bis zum an der Kleinen Röder gelegenen Wehr noch einmal zur Bewässerung der angrenzenden Felder und Wiesen. Vom Kanal aus wurde das Wasser über riesige Beregnungsanlagen auf die umliegenden Felder ausgebracht. Die Rohrsysteme hatten insgesamt eine Länge von über 178 Kilometer. Gespeist wurden diese über am Kanal errichtete Pumpstationen. Über ein Grabensystem kam das Wasser außerdem bis in das westlich von Gröditz gelegene Spansberg, wo sich neben einem Speicherbecken weitere Pumpstationen befanden. In Grödel wurde das Wasser mit einer auf der Elbe schwimmenden, aus ungarischer Produktion stammender Pumpstation in das Bassin des Kanals gehoben. Es konnten bis zu 2,4 Kubikmeter pro Sekunde gefördert werden. Insgesamt wurden 5176 Hektar beregnet. 1989 wurden 6,2 Millionen Kubikmeter Wasser der Elbe entnommen; die maximale Tagesleistung betrug 113.200 Kubikmeter.
Mit dem wirtschaftlichen Umbruch in der Wendezeit fand am Anfang der 1990er Jahre auch diese Nutzung ein Ende, denn die Landwirtschaftlichen Produktionsgenossenschaften lösten sich auf und für den mit hohem Aufwand an Arbeitskräften verbundenen Betrieb der riesigen Anlage fand sich kein Betreiber mehr.

### Auswirkungen des Kanalbaus auf die Region

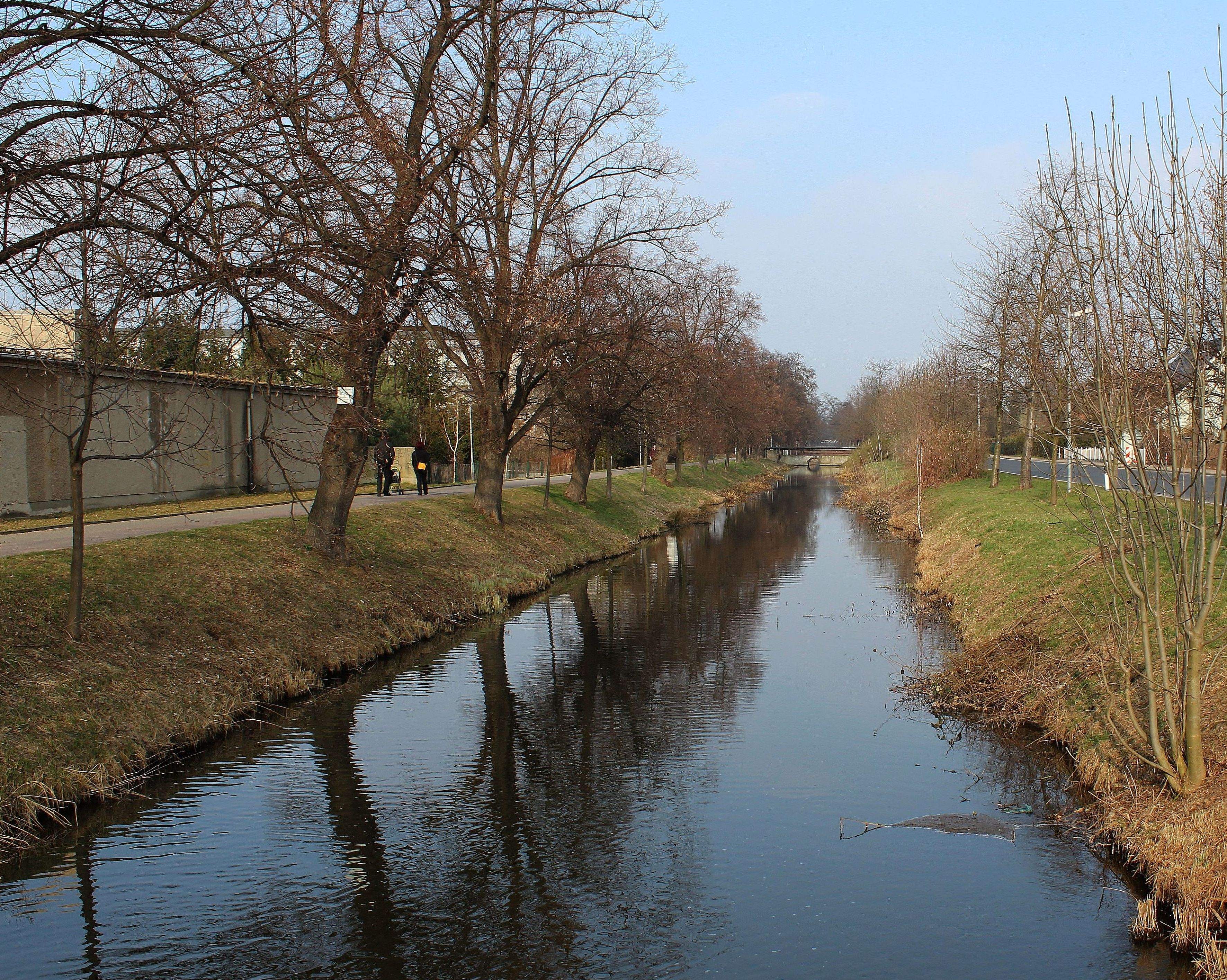
Der Kanal im Gröditzer Wohngebiet

Der Bau des Kanals verbesserte die Verkehrsanbindung der Region erheblich. Auch wenn das Projekt ursprünglich kaum dafür gedacht war und es in sommerlichen Trockenzeiten des Öfteren Streit um das dann knappe Wasser der Röder gab, so profitierten doch am Ende auch die Anliegergemeinden und die gesamte Region. Denn für die Bewirtschaftung des Kanals wurden Arbeitskräfte benötigt und größere Mengen Material oder Kaufmannsgut konnten durch den nun vorhandenen Wasserweg schnell und einigermaßen kostengünstig transportiert werden. Von der Bevölkerung wurde der Kanal bald als Fischgewässer genutzt. Nachdem die Transporte auf dem Kanal zurückgegangen waren, wurde eine Fischereigenossenschaft gegründet, die ihn streckenweise parzellierte und verpachtete. Darüber hinaus diente er unter anderem auch noch als Pferdeschwemme, zur Eisernte und als Badestelle.
In Gröditz leitete die Anlage des Floßkanals die industrielle Entwicklung des Ortes ein. Die vormals nur aus einigen Häusern bestehende Gemeinde wuchs wie auch einige umliegende Gemeinden in erster Linie durch das sich hier ansiedelnde Stahlwerk, was weitere Industrieansiedlungen nach sich zog. Besaß Gröditz im Jahre 1836 erst 150 Einwohner, so waren es kurz vor der Errichtung der Eisenbahnstrecke Elsterwerda–Riesa schon 545. Das Wachstum der Gemeinde hielt weiter an und sie erhielt schließlich im Jahre 1967 das Stadtrecht. Für das darauf folgende Jahr 1968 sind in Gröditz 8100 Einwohner verzeichnet und die Bevölkerungszahl wuchs weiter bis zum Ende der 1980er Jahre bis auf über 10.000 Einwohner.
Nach dem Kanalbau entstanden der Ort Langenberg und der Ort Marksiedlitz wieder, welcher zuvor wüst gefallen war.

## Die historische Infrastruktur des Kanals

Schleuse Gröditz
Schleuse Elsterwerda
Schleuse Pulsen

Das am Floßkanal tätige Personal, wie zum Beispiel die auf den Holzhöfen Elsterwerda und Grödel beschäftigten Holzanweiser und -verwalter, die Schleusenzieher und die Bomätscher, unterstand dem Floßmeister. Diesem wiederum waren der Oberfloßkommissar, der Oberfloßinspektor und der Floßdirektor übergeordnet. Nach der Teilung Sachsens beziehungsweise nach Inkrafttreten der neuen Kanalordnung am 1. Mai 1869 oblag die Oberaufsicht im sächsischen Abschnitt dem Wasserbauinspektor in Riesa und im preußischen Bereich dem Bauinspektor in Herzberg. Diese hatten zudem für die Einhaltung der Kanalordnung zu sorgen, die unter anderem Kanalzins, Schleusengebühren, Schiffsabmessungen festlegte.

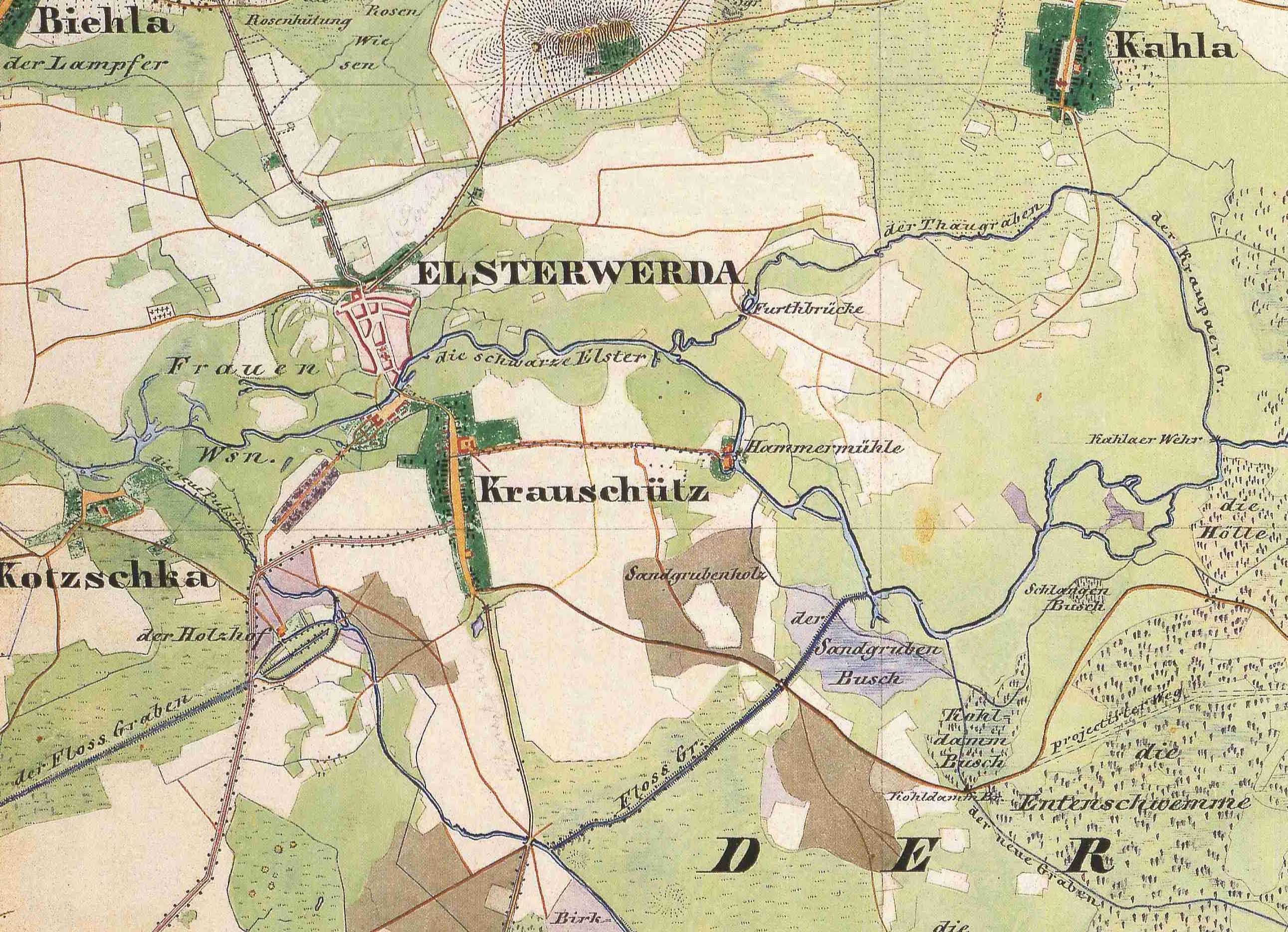
Das Fluss- und Grabensystem in Elsterwerda um 1847.

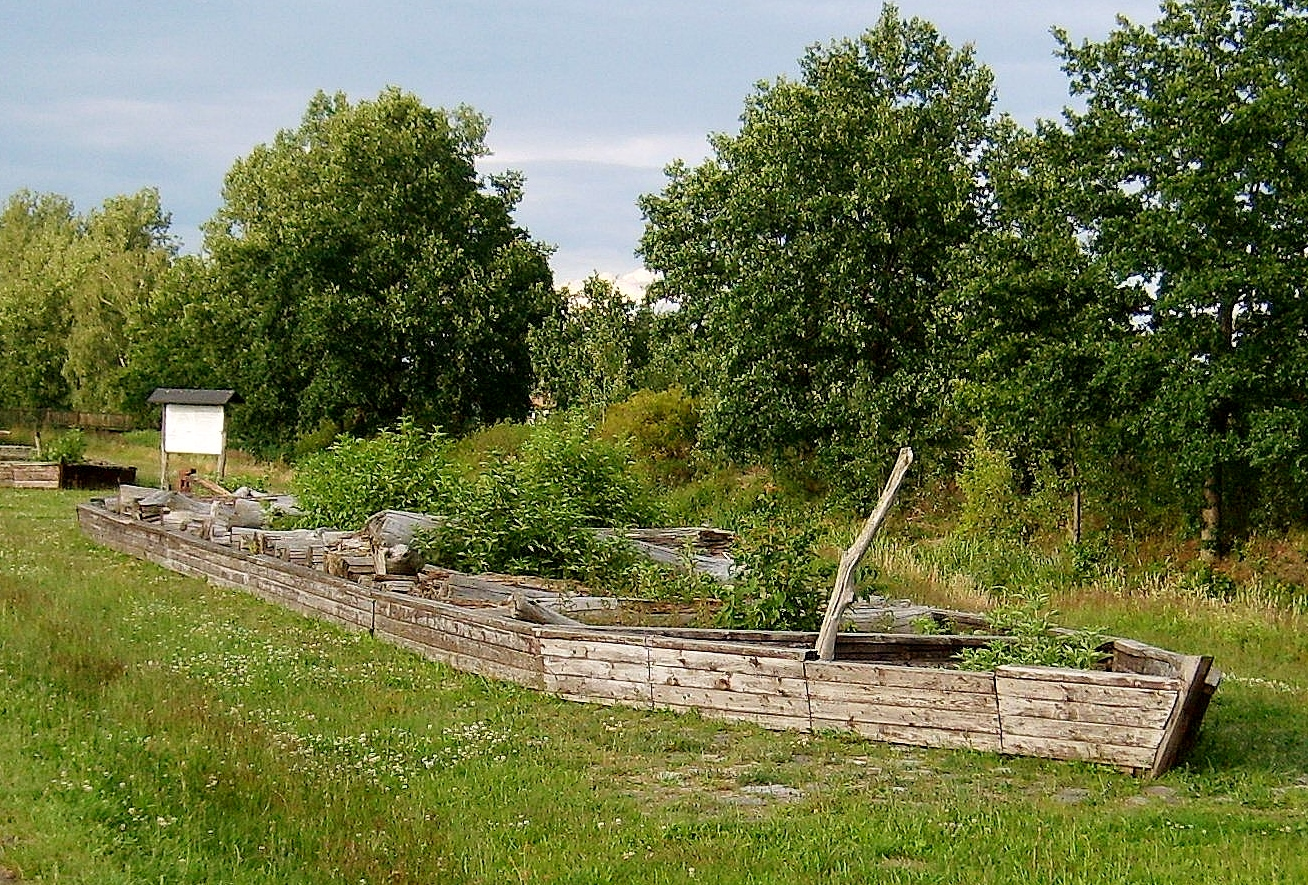
Modell eines auf dem Kanal verkehrenden Lastkahns

Das Stammholz kam hauptsächlich über verschiedene Gräben, wie den Hauptfloßgraben, die Pulsnitz sowie über die Schwarze Elster durch den Schraden zunächst zum Holzhof in Elsterwerda. Hier wurde es zwischengelagert, in Scheite gespalten und auf die Kähne geladen, die anschließend bis zu ihrem Bestimmungsort, zunächst meist dem Holzhof in Grödel, getreidelt wurden. Auf dem Grödeler Holzhof wurde die Fracht abermals zwischengelagert oder auf die auf der Elbe verkehrenden Schiffe und Kähne umgeladen.
Die eigens für den Holztransport gebauten Kähne wurden von einer fünfköpfigen Mannschaft, einem Steuermann und vier Schiffsziehern, auf dem Kanal getreidelt. Sie besaßen ein Fassungsvermögen von etwa 200 Raummetern Holz, waren 26 Meter lang und etwa 3,25 Meter breit. Ihr Tiefgang lag bei 0,95 Metern. Bei der späteren Nutzung des Wasserweges für Stück- und Schüttgut kamen andere Bauformen zum Einsatz, die ein Fassungsvermögen von etwa 25 Tonnen besaßen. Diese waren nur etwa 19 Meter lang. Anfang des 20. Jahrhunderts wurden für die Transporte auch Motorschiffe genutzt.
Den Kanal, für dessen Betrieb eine Wassertiefe von etwa 1,50 Meter notwendig war, speisten die drei Mündungsarme der Großen Röder  – die Große Röder selbst, die Kleine Röder und die Geißlitz. Die Kleine Röder mit dem höchsten Wasserspiegel unter den dreien versorgte die Scheitelhaltung des Kanals.
Im nördlichen Teil übernahm diese Funktion zunächst auch die Pulsnitz, was allerdings weitere Probleme bei der Entwässerung der ohnehin schon sumpfigen Pulsnitzniederung im Schraden bereitete, so dass hier bald die Errichtung einer vierten Schleuse notwendig wurde. Diese Probleme gab es auch in dem Bereich, in dem der Kanal die Röder kreuzte. Hier behalf man sich ursprünglich mit drei Entwässerungsgräben für das Gelände, die mittels Düker unter dem Kanal hindurch geführt wurden, so dass keine Pumpen erforderlich waren.
Die Höhenunterschiede zwischen der Pulsnitz beziehungsweise der Schwarzen Elster und der Elbe wurden zunächst mittels dreier in Holzbauweise errichteter Kammerschleusen überwunden, der Schleuse Prösen (2,80 m), der Schleuse Gröditz (2,25 m) und der Schleuse Pulsen (0,65 m) angelegt wurden. Infolge der andauernden Probleme an der Schleuse in Prösen wurde diese 1755 in Stein ausgeführt und in den Jahren 1766/67 abermals erneuert. Eine vierte Schleuse, die Schleuse Elsterwerda kam 1766 hinzu. Die Kammerschleusen besaßen eine nutzbare Länge von 42,70 Meter. Sie waren 8,70 Meter breit, die Schleusenöffnungen an beiden Seiten 5,70 Meter. Eine Schleusung dauerte in der Regel 12 Minuten.
Ursprünglich war geplant, den Kanal mittels einer Doppelschleuse zur Elbe hin anzubinden, so dass die Kanalkähne als Kähne auf der Elbe hätten weiterfahren können. Gegner der Strecke Prieschka–Stehla hatten unter anderem befürchtet, dass die Schleusen bei den regelmäßig auftretenden Überschwemmungen des Flusses stark in Mitleidenschaft gezogen würden. Tatsächlich trat an der Baustelle in Grödel das vorhergesagte Problem auf. Ungewöhnlich starke Eisfahrten und ein Dammbruch bei Nünchritz richteten in der Erbauungszeit große Schäden an und sorgten für Mehrkosten. Letztlich erschienen die bautechnischen Schwierigkeiten derart gravierend, dass man den Schleusenbau nicht ausführte; stattdessen legte man unmittelbar an der Elbe ein Bassin an.

## Gegenwärtige Nutzung zu Naherholungszwecken

Logo Floßkanalroute

Der Floßkanal besitzt seit 1978 den Status eines Baudenkmals. Wasserwirtschaftlich ist er kaum noch von Bedeutung. Er dient heute meist der Naherholung und als Angelgewässer. Für die Gewässerunterhaltung des Kanals ist in Sachsen die Flussmeisterei Riesa verantwortlich, die im Bereich der Pulsener Schleuse auch einen Betriebshof unterhält. Hier ist er ein Gewässer I. Ordnung. In Brandenburg, wo er zur II. Ordnung gehört, ist der Gewässerverband Kleine Elster – Pulsnitz zuständig.
Auf dem Gelände des Elsterwerdaer Holzhofes befindet sich inzwischen die traditionsreichste Sportstätte der Kleinstadt. Nachdem er bereits in der Mitte des 19. Jahrhunderts zum beliebten Ausflugsziel wurde, entstanden hier im ersten Drittel des letzten Jahrhunderts mehrere Sportanlagen, die in der Folgezeit umfangreich erweitert und ausgebaut wurden.
Um einen historischen Einblick in die Geschichte des Kanals zu erhalten, wurden 1993 an der Schleuse in Prösen Rekonstruktionsarbeiten durchgeführt und die hölzernen Schleusentore wieder errichtet. Sie waren zuvor wie bei allen anderen schon lange nicht mehr vorhanden. In unmittelbarer Nähe lag einst das 1954 wegen Baufälligkeit abgerissene Prösener Schleusenwärterhaus. An seinem ursprünglichen Standort befindet sich heute eine gastronomische Einrichtung. 2001 entstand deshalb unweit der Schleuse der Nachbau des hiesigen Schleusenwärterhäuschens, in dessen Nachbarschaft für längere Zeit eine Ausstellung zur Historie des „Floßkanals“ mit zwei Nachbauten der hier verkehrenden Lastkähne sowie einigen Schautafeln zu sehen war.

Parallel zum Kanal verlaufen mehrere streckenweise unterbrochene Radwege, zum Teil auf dem Damm. Touristisch erschlossen sind die Wege mit der Floßkanalroute, einem Radwanderweg, der den Elberadweg von Grödel aus mit dem Schwarze-Elster-Radweg verbindet. Auf einigen Uferkilometern des Gewässers ist noch der frühere Treidelpfad zu erkennen. Weitere noch wahrnehmbare Relikte der Kanalgeschichte sind verbreiterte Teilstücke für die Begegnung von Kähnen, die Überreste der Schleusen in Elsterwerda und Pulsen sowie in Grödel zwei Gewölbebrücken aus der Entstehungszeit des Kanals. Stellenweise sind auch noch die Fundamente der einst am Kanal entlangführenden Überlandleitung zu sehen, die als erste Hochspannungsleitung mit einer Betriebsspannung von über 100 kV in Europa gilt. An der sächsisch-brandenburgischen Grenze steht ein historischer Grenzstein.
Weitere Sehenswürdigkeiten in der Umgebung sind unter anderem das Elsterwerdaer Schloss, die Koselitzer Teiche, der Barockgarten Tiefenau mit einer erhaltenen Schlosskirche und der Gutspark in Grödel. Außerdem sind bei Glaubitz, Streumen und Zeithain vier landschaftsprägende Obelisken aus Sandstein erhalten geblieben, die im 18. Jahrhundert das Terrain des Zeithainer Lustlagers markierten.

## Veröffentlichungen und Medien